# Ricardo Baptista

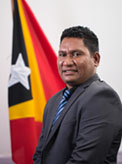
Ricardo Baptista (2017)

Ricardo Baptista (* 28. September 1982 aus Atauro, Osttimor) ist ein osttimoresischer Politiker. Er ist Mitglied der Partei Congresso Nacional da Reconstrução Timorense (CNRT).
Auf Listenplatz 10 des CNRT aufgestellt, zog Baptista bei den Parlamentswahlen in Osttimor 2017 als Abgeordneter in das Parlament ein. Hier war er Mitglied in der Kommission für Wirtschaft und Entwicklung (Kommission D). Nach der Auflösung des Parlaments 2018 trat Baptista bei den Neuwahlen am 12. Mai auf Listenplatz 23 der Aliança para Mudança e Progresso (AMP) an, zu der auch der CNRT gehört, und zog erneut in das Parlament ein. Er wurde zunächst Vizepräsident der Kommission für Wirtschaft und Entwicklung (Kommission D). Am 16. Juni 2020 wurde Baptista durch die Umstrukturierung zum einfachen Mitglied der Kommission D zurückgestuft.
Bei den Parlamentswahlen 2023 erhielt Baptista Platz 28 auf der Liste des CNRT und wieder einen Sitz im Nationalparlament. Hier wurde er nun Präsident der Kommission für Wirtschaft und Entwicklung (Kommission D).